# Akamai
Akamai Technologies, Inc. (pronunciado /ˈɑːkəmaɪ/; NASDAQ: AKAM), establecida en Cambridge (Massachusetts), es una corporación que provee, entre otros servicios, una plataforma de computación distribuida para la entrega de contenidos global de Internet y el reparto de aplicaciones.
La compañía fue fundada en 1998 por el entonces estudiante graduado del MIT Daniel Lewin, ayudado por el profesor de Matemáticas Aplicadas del MIT Tom Leighton. Leighton sigue actualmente prestando sus servicios como Científico Jefe de Akamai. Akamai es una palabra hawaiana que significa "inteligente" o "listo". Más allá del nombre, la compañía no tiene ningún lazo con Hawái.

## Tecnologías

### Distribución de contenido al usuario

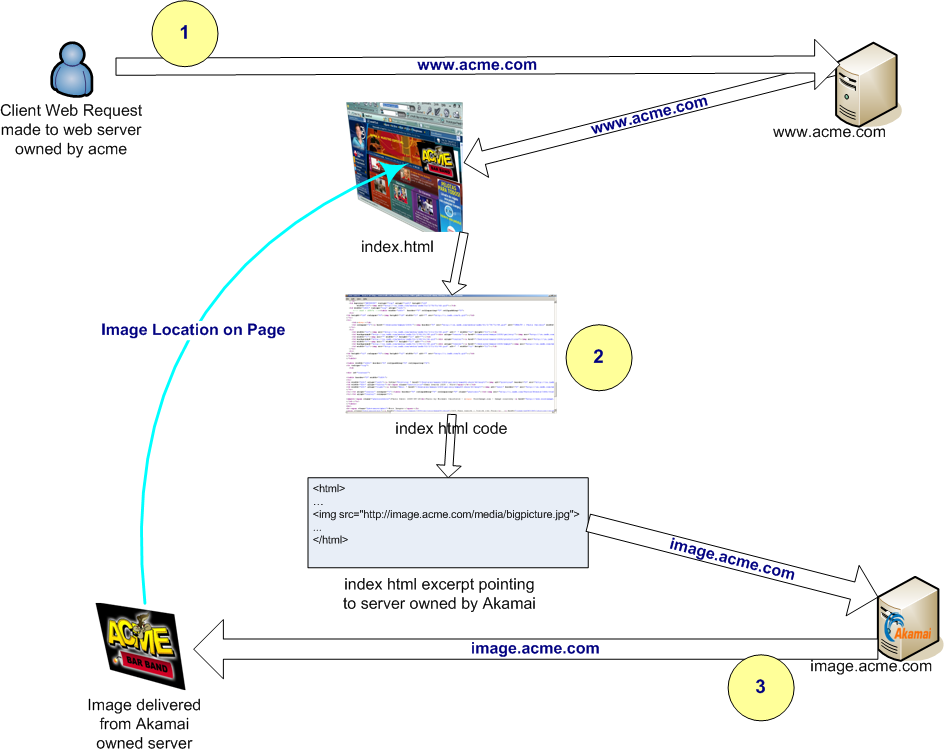
Envío de contenido desde Akamai al usuario.

Akamai duplica y almacena el contenido del servidor de una empresa cliente (por ejemplo, ACME) en sus propios servidores. Cuando un usuario (cliente navegador) quiere acceder a ese contenido (normalmente medios digitales como por ejemplo Audio, Gráficos, Animación, Vídeo), todo o parte es descargado desde un servidor de Akamai en lugar del de ACME.
Hay que tener en cuenta que aun cuando el nombre de dominio es el mismo, a saber www.acme.com e images.acme.com, el subdominio de ambas direcciones es diferente, www.acme.com e images.acme.com. La dirección IP (Servidor) del subdominio "images.acme.com" apunta realmente a los servidores de Akamai y no de ACME. 
Secuencia de pasos (ver diagrama):
Paso 1. El cliente navegador solicita la página web al sitio www.acme.com. El sitio devuelve la página web index.html.
Paso 2. Si el código html es examinado pueden verse los enlaces a imágenes alojadas en los servidores propiedad de Akamai image.acme.com.
Paso 3. Cuando el navegador procese el código html alcanza la línea que hace referencia a bigpicture.jpg y la descarga desde image.acme.com.

### Red peer-to-peer
Akamai distribuye cierto contenido desde ordenadores de usuarios finales, en una red peer-to-peer.

### Dominios Primarios
Akamai Technologies es dueño de cerca de 60 dominios diferentes, sus dominios primarios son:

#### Corporativos
- akamai.com – Dominio de Akamai

#### Dominios de distribución de contenido
- akamai.net
- akamaiedge.net
- akamaihd.net
- edgesuite.net
- edgekey.net
- srip.net
- akamaitechnologies.com
- akamaitechnologies.fr

#### Servidores DNS
- akamaitech.net
- akadns.net
- akagtm.org
- akam.net
- akamaistream.net
- akamaiedge.net
- akamaihd.net
- akamai.com

## Clientes
Algunos de los clientes de Akamai son Adobe Systems Incorporated, E*TRADE, American Express, Airbnb, ASUS, Yahoo!, AOL Radio, Symantec, Match.com, Google, Microsoft, FedEx, BBC News Rfi Radio Francia Internacional, web, la Canadian Broadcasting Corporation, Xerox, iVillage, IBM, Apple, Facebook, TikTok (ByteDance), Music Television (MTV), los United States Geological Survey, la Casa Blanca, Reuters, Riot Games, Newegg.com, Inditex, Valve Steam, XM Radio, The Walt Disney Company entre otros. Una lista de otros clientes puede ser encontrada en el sitio web [1] de Akamai.
La cadena de noticias Al-Jazeera fue un cliente desde el 28 de marzo de 2003 hasta el 2 de abril de 2003, cuando Akamai decidió acabar con la relación ya que el cofundador, Daniel Lewin, fue asesinado a bordo del vuelo 11 de American Airlines durante los atentados del 11 de septiembre de 2001.